# Diocesi di Teófilo Otoni
La diocesi di Teófilo Otoni (in latino: Dioecesis Otonipolitana) è una sede della Chiesa cattolica in Brasile suffraganea dell'arcidiocesi di Diamantina. Nel 2022 contava 329.000 battezzati su 495.000 abitanti. È retta dal vescovo Messias dos Reis Silveira.

## Territorio
La diocesi si trova nella parte orientale dello stato brasiliano di Minas Gerais.
Sede vescovile è la città di Teófilo Otoni, dove si trova la cattedrale dell'Immacolata Concezione (Nossa Senhora Imaculada Conceição).
Il territorio si estende su una superficie di 25.376 km² ed è suddiviso in 42 parrocchie, raggruppate in 7 settori pastorali.

## Storia
La diocesi è stata eretta il 27 novembre 1960 con la bolla Sicut virentes di papa Giovanni XXIII, ricavandone il territorio dalla diocesi di Araçuaí.
Il 28 marzo 1981 ha ceduto una porzione del suo territorio a vantaggio dell'erezione della diocesi di Almenara.

## Cronotassi dei vescovi
Si omettono i periodi di sede vacante non superiori ai 2 anni o non storicamente accertati.
- Quirino Adolfo Schmitz, O.F.M. † (22 dicembre 1960 - 3 agosto 1985 dimesso)
- Fernando Antônio Figueiredo, O.F.M. (3 agosto 1985 succeduto - 15 marzo 1989 nominato vescovo di Santo Amaro)
- Waldemar Chaves de Araújo (18 novembre 1989 - 26 giugno 1996 nominato vescovo di São João del Rei)
- Diogo Reesink, O.F.M. † (25 marzo 1998 - 25 novembre 2009 ritirato)
- Aloísio Jorge Pena Vitral (25 novembre 2009 - 20 settembre 2017 nominato vescovo di Sete Lagoas)
- Messias dos Reis Silveira, dal 14 novembre 2018

## Statistiche
La diocesi nel 2022 su una popolazione di 495.000 persone contava 329.000 battezzati, corrispondenti al 66,5% del totale.
| anno | popolazione | popolazione | popolazione | presbiteri | presbiteri | presbiteri | presbiteri                | diaconi | religiosi | religiosi | parrocchie |
| anno | battezzati  | totale      | %           | numero     | secolari   | regolari   | battezzati per presbitero | diaconi | uomini    | donne     | parrocchie |
| ---- | ----------- | ----------- | ----------- | ---------- | ---------- | ---------- | ------------------------- | ------- | --------- | --------- | ---------- |
| 1966 | 700.000     | 850.000     | 82,4        | 31         | 3          | 28         | 22.580                    |         | 17        |           | 21         |
| 1970 | 980.000     | 1.000.000   | 98,0        | 41         | 13         | 28         | 23.902                    |         | 28        | 80        | 25         |
| 1976 | 580.000     | 640.000     | 90,6        | 36         | 13         | 23         | 16.111                    |         | 24        | 56        | 23         |
| 1980 | 601.000     | 647.000     | 92,9        | 35         | 15         | 20         | 17.171                    |         | 23        | 72        | 25         |
| 1990 | 522.000     | 604.000     | 86,4        | 31         | 25         | 6          | 16.838                    |         | 6         | 49        | 37         |
| 1999 | 575.000     | 677.000     | 84,9        | 30         | 22         | 8          | 19.166                    |         | 10        | 53        | 33         |
| 2000 | 383.184     | 477.730     | 80,2        | 34         | 25         | 9          | 11.270                    |         | 32        | 65        | 31         |
| 2001 | 383.184     | 477.730     | 80,2        | 31         | 21         | 10         | 12.360                    |         | 32        | 65        | 31         |
| 2002 | 370.133     | 479.500     | 77,2        | 31         | 21         | 10         | 11.939                    |         | 32        | 65        | 31         |
| 2003 | 383.000     | 477.700     | 80,2        | 34         | 22         | 12         | 11.264                    |         | 13        | 65        | 33         |
| 2004 | 362.135     | 492.031     | 73,6        | 32         | 19         | 13         | 11.316                    |         | 14        | 44        | 33         |
| 2010 | 340.000     | 477.000     | 71,3        | 39         | 27         | 12         | 8.717                     |         | 12        | 50        | 38         |
| 2014 | 359.000     | 501.000     | 71,7        | 46         | 29         | 17         | 7.804                     |         | 20        | 43        | 41         |
| 2017 | 388.890     | 513.395     | 75,7        | 50         | 36         | 14         | 7.777                     |         | 28        | 23        | 39         |
| 2020 | 323.850     | 488.200     | 66,3        | 53         | 41         | 12         | 6.110                     |         | 13        | 57        | 42         |
| 2022 | 329.000     | 495.000     | 66,5        | 64         | 51         | 13         | 5.140                     |         | 14        | 46        | 42         |